# محافظة البدع
محافظة البدع هي إحدى محافظات منطقة تبوك شمال غرب السعودية، وعاصمتها الإدارية مدينة البدع.

## السكان
بلغ عدد محافظة البدع (17,973) نسمة حسب تعداد السعودية 2022، عدد السعوديين (13.801) نسمة، وعدد غير السعوديين (4,172) نسمة.

## جبال الحجاز
تتواجد جبال السروات إلى الشرق من مدينة البدع، وهي الطرف الشمالي لجبال الحجاز وتشتهر هذه المنطقة بنقوش تعود إلى العصر الحجري الحديث، وهي منحوتة في صخور بركانية، وتقع على قمة جبل اللوز في الشمال الشرقي من المدينة، على ارتفاع 8400 قدم وجبل اللوز واحد من أعلى الجبال في السعودية. كما يقع جبل مقلة جنوب جبل اللوز، وهو عبارة عن جبل بركاني على ارتفاع 7600 قدم، وهو مثل جبل اللوز، مكسو بالبازلت الأسود. كما أن الكثير من جبال هذه المنطقة هي جبال بركانية.

## أهمية دينية
يعتقد علماء الآثار الحديثون أن الكهوف الواقع بالقرب من البدع هي مقابر نبطية تعود إلى القرن الأول الميلادي.
يذكر السكان المحليون بأن «بئر السعيدني» والتي تقع في بلدة مقنا الساحلية المجاورة، هي البئر التي دحرج فيها موسى الحجارة من أجل سحب المياه لسقاية قطيع مواشي صفورة إحدى بنات النبي شعيب، وتقع مدينة مقنا (أو ماغنا) على ساحل البحر الأحمر إلى الجنوب الغربي من البدع، وكانت بداية تواجد المجتمع اليهودي بها منذ القرن التاسع بعد الميلاد.
تعتبر بلدة طيب اسم القريبة ذات أهمية بالنسبة لبعض المورمون ويعتقد بأنها مشار إليها في كتاب المورمون.
يعتقد كتاب الإنجيلية، بوب كورنوك، رون ويات ولينارت مولر، أن جبل اللوز، هو جبل سيناء التوراتي الحقيقي.

## المراكز التابعة
تتبع المحافظة عدد من المراكز، وهي:
- مركز مقنا
- مركز قيال
- مركز العصيلة
- مركز أبو رمانة

## وصلات خارجية
- حكايات التاريخ ترويها الآثار والأحجار.[وصلة مكسورة]
- البدع.. الاسم.. الموقع وعراقة التاريخ.